# Ghiacciaio Behr
Il ghiacciaio Behr è un ghiacciaio vallivo lungo circa 11 km situato sulla costa di Borchgrevink, nella regione nord-occidentale della Dipendenza di Ross, in Antartide. In particolare, il ghiacciaio, il cui punto più alto si trova a circa 2000 m s.l.m., si trova nei monti della Vittoria e fluisce verso est-sud-est, scorrendo lungo il versante sud-occidentale della dorsale Stever e quello nord-orientale della dorsale Clapp, fino a unire il proprio flusso a quello del ghiacciaio Borchgrevink.

## Storia
Il ghiacciaio Behr è apparso per la prima volta su una mappa della Nuova Zelanda del 1960 realizzata grazie a fotografie e ricognizioni aeree effettuate dalla marina militare statunitense. Esso è stato poi così battezzato dal comitato consultivo dei nomi antartici in onore del colonnello dell'aeronautica militare statunitense Robert Behr, che fu dei partecipanti alla decisione del cambio di politica degli Stati Uniti d'America nei confronti dell'Antartide nel periodo 1970-71.